# Acantholimon viscidulum
Acantholimon viscidulum är en triftväxtart som beskrevs av Pierre Edmond Boissier. Acantholimon viscidulum ingår i släktet Acantholimon och familjen triftväxter. Inga underarter finns listade i Catalogue of Life.